# 張志剛 (1945年)
張志剛（1945年6月—），男，四川成都人，中华人民共和国政治人物，曾任中华人民共和国商务部副部长。

## 生平
张志刚毕业于北京農業機械學院農業機械系。后任寧夏中衛縣農機修造廠副廠長。地方政途出身於寧夏回族自治區，官至寧夏外經貿廳廳長、寧夏黨委委員後調任中央。
2003年3月－2006年任中國商務部副部長，主管全国整顿和规范市场经济秩序办公室，任內促成中國內地與香港經貿協議CEPA的簽訂，兼任廣州出口商品交易會理事長。其後任全國政協經濟委員會副主任，2010年任中國商業聯合會理事會會長、品牌中國產業聯盟副主席。